# 坎頓鎮區 (密蘇里州劉易斯縣)
坎頓鎮區（英語：Canton Township）是位於美國密蘇里州劉易斯縣的一個行政鎮區。

## 地方資料
坎頓鎮區的面積為148.07平方千米，當中陸地面積為142.82平方千米，而水域面積為5.25平方千米。根據2020年美國人口普查的數據，當地共有人口3802人，而人口密度為每平方千米25.68人。